# Levoy Exil
Levoy Exil, né le 7 décembre 1944 à Soisson-la-Montagne (une localité dépendante de Pétion-Ville) à Haïti, est un peintre haïtiien vaudou.

## L’École Saint Soleil
Levoy Exil travaille d'abord comme agriculteur comme son père, avant de se lancer dans la maçonnerie. En 1970, Levoy Exil rencontre Jean-Claude Garoute et Maud qui fondent le groupe Saint-Soleil dans son village natal. Il fait partie de ce mouvement avec, notamment, les peintres Louisiane Saint Fleurant, Antilhomme et Prospère Pierre Louis.

## Les Cinq Soleils
Lorsque le projet Saint-Soleil s'essoufle, Levoy Exil fonde les Cinq Soleils (Louisiane Saint Fleurant, Denis Smith, Paul Dieuseul, Levoy Exil, Prospère Pierre Louis). Il exposera ensuite dans plus de 57 pays dont les États-Unis, Japon, Israël, Europe ... .  Il fut reçu à Nancy puis à Paris dans les galeries nationales du Grand Palais à l’occasion de l’exposition « Art Naïf, Art Vaudou » donnée en 1988. Primé "Médaille du Millénium" en 2000 lors du salon d’Art Plastique de La Rochelle, il est également très présent aux États-Unis et au Japon et vient de participer en juin dernier à la prestigieuse 44e édition du festival Smithsonian Folklife de Washington. Malgré son succès international, Levoy Exil n’a pas abandonné la vie simple qu’il aime et il se partage aujourd’hui entre l’enseignement de sa passion et sa peinture. Il exposera également en 2009 au Musée du Montparnasse à Paris pour l'exposition "le dernier voyage d'André Malraux en Haïti".

## Levoy Exil et André Malraux
À la suite de son voyage en 1975 en Haïti, qui sera aussi son dernier, André Malraux décide de consacrer un chapitre entier de son livre L'intemporel - la Métamorphose des Dieux édité chez Gallimard en 1976 au mouvement Saint Soleil. Évidemment l'ouvrage contribue de manière foudroyante à la reconnaissance mondiale de ces artistes perdus au milieu d'Haïti. Malraux illustre une pleine page de son livre avec une œuvre de Levoy Exil et ose même écrire page 330 « Picasso voulait que ses tableaux du Palais des Papes atteignissent la liberté qu'atteint celui de Levoy Exil parce que le peintre haïtien ignore la peinture des autres. Mais ces tableaux d'Avignon sont manifestement des œuvres professionnelles du XXe siècle postérieures au cubisme, et dont la frénésie d'échapper à l'art appartient à celui-ci, alors que le peintre haïtien ne tente pas d'échapper à un englobant qu'il ignore ». Malraux est impressionné par la force et la qualité des œuvres de Saint-Soleil qu'il trouve très proche de l'art brut.

## Ses inspirations
D'après Malraux l'art des Saint Soleil s'apparente beaucoup à une séance vaudou. Selon les peintres eux-mêmes, ce sont les esprits (les loas) qui guident leurs mains et non pas la raison. Ils peignent de manière instinctive sans réfléchir. Ils sont, d'après eux, en communication directe avec les arrières mondes lors de leurs travaux artistiques. Ce que nous découvrons ensuite sur la toile est une représentation de formes, de visages qui n'appartiendraient pas à notre monde visible. Levoy Exil est par ailleurs hanté par la mémoire des indiens Arawak, premiers occupants d’Hispanola (Haïti), plus que par le souvenir de ses ancêtres africains.